# Florian Keller (Eishockeyspieler)
Florian Keller (* 30. Januar 1976 in Grafing) ist ein ehemaliger deutscher Eishockeyspieler, der seit seinem Karriereende als Eishockey-Experte bei Servus TV arbeitet.

## Karriere
Der 1,88 m große Flügelstürmer begann seine Karriere in den Jugendmannschaften des DJK Rosenheim, für deren ausgegliedertes Profiteam, die Starbulls Rosenheim er ab 1994 auch in der DEL auf dem Eis stand. 1996 wechselte der Rechtsschütze zu den Adler Mannheim, mit denen er 1997 die deutsche Meisterschaft gewinnen konnte und die er dann in Richtung Augsburger Panther verließ.
Zwischen 1998 und 2002 spielte Keller für den EC Bad Tölz in der 2. Eishockey-Bundesliga, in der Saison 2002/03 feierte er schließlich bei den Eisbären Berlin sein Comeback in der höchsten deutschen Profispielklasse. Mit den Eisbären wurde Keller 2005 erneut Deutscher Meister, verließ die Berliner dann aber zur Spielzeit 2005/06 in Richtung Ingolstadt. Nach zwei Jahren beim ERC wechselte der Stürmer schließlich zur Saison 2007/08 zu den Nürnberg Ice Tigers, wo er nach einer schweren Verletzung 2008 seine aktive Karriere beendete.

### International
Für die deutsche Eishockeynationalmannschaft spielte Florian Keller zwischen 1993 und 1995 verschiedene internationale Juniorenturniere, für die Senioren absolvierte er den World Cup of Hockey 1996 sowie die Weltmeisterschaft 1998.

## Erfolge und Auszeichnungen
- 1997 Deutscher Meister mit den Adler Mannheim
- 2005 Deutscher Meister mit den Eisbären Berlin

## Karrierestatistik
(Legende zur Spielerstatistik: Sp oder GP = absolvierte Spiele; T oder G = erzielte Tore; V oder A = erzielte Assists; Pkt oder Pts = erzielte Scorerpunkte; SM oder PIM = erhaltene Strafminuten; +/− = Plus/Minus-Bilanz; PP = erzielte Überzahltore; SH = erzielte Unterzahltore; GW = erzielte Siegtore; 1 Play-downs/Relegation; Kursiv: Statistik nicht vollständig)

1) und Vorgängerligen (Bundesliga)

## Sonstiges
Seit 2012 gehört er zum Experten-Team der ServusTV Hockey Night.